# Сливовиця (Болгарія)
Сли́вовиця (болг. Сливовица) — село у Великотирновській області Болгарії. Входить до складу общини Златариця.

## Населення
За даними перепису населення 2011 року у селі проживали 120 осіб.
Національний склад населення села:
| Національність   | Кількість осіб | Відсоток |
| ---------------- | -------------- | -------- |
| болгари          | 106            | 88,3%    |
| турки            | 8              | 6,7%     |
| цигани           | 6              | 5,0%     |
| інша             | 0              | 0%       |
| не визначились   | 0              | 0%       |
| Всього відповіли | 120            |          |

Розподіл населення за віком у 2011 році:
Динаміка населення: